# Pelicosaures

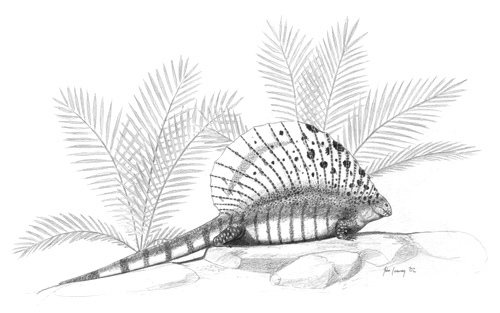
Il·lustració d'un edafosaure

Els pelicosaures (Pelycosauria) o teromorfs (Theromorpha) són un ordre extint d'amniotes sinàpsids, parents dels mamífers. Tradicionalment han estat considerats rèptils, però donat que són més propers als mamífers que amb la resta de rèptils, avui se'ls exclou dels sauròpsids («rèptils» en sentit estricte).
Es tracta d'una agrupació parafilètica, és a dir, que no inclou tots els membres de la mateixa branca evolutiva (clade) i no tenen cap novetat evolutiva (apomorfia) en comú que permeti agrupar-los. En realitat, són una col·lecció de gèneres de sinàpsids basals («primitius») sense caràcters derivats en comú.
El terme pelicosaures es continua fent servir de manera informal per a denominar els sinàpsids primitius que no són teràpsids.

## Filogènesi
La filogènesi dels pelicosaures és, segons Tree of Life:
|                   | Cutleria                                                                                                 |
|                   | |
| Sphenacodontoidea | \| \| Sphenacodontidae \| \| \| \| \| \| Therapsida (mamífers i els seus ancestres directes) \| \| \| \| |
|                   | \| \| Sphenacodontidae \| \| \| \| \| \| Therapsida (mamífers i els seus ancestres directes) \| \| \| \| |
|                   | Sphenacodontidae                                                                                         |
|                   | |
|                   | Therapsida (mamífers i els seus ancestres directes)                                                      |
|                   | |

|  | Sphenacodontidae                                    |
|  |                                                     |
|  | Therapsida (mamífers i els seus ancestres directes) |
|  |                                                     |

|                   | Cutleria                                                                                                 |
|                   | |
| Sphenacodontoidea | \| \| Sphenacodontidae \| \| \| \| \| \| Therapsida (mamífers i els seus ancestres directes) \| \| \| \| |
|                   | \| \| Sphenacodontidae \| \| \| \| \| \| Therapsida (mamífers i els seus ancestres directes) \| \| \| \| |
|                   | Sphenacodontidae                                                                                         |
|                   | |
|                   | Therapsida (mamífers i els seus ancestres directes)                                                      |
|                   | |

|  | Sphenacodontidae                                    |
|  |                                                     |
|  | Therapsida (mamífers i els seus ancestres directes) |
|  |                                                     |

|                   | Cutleria                                                                                                 |
|                   | |
| Sphenacodontoidea | \| \| Sphenacodontidae \| \| \| \| \| \| Therapsida (mamífers i els seus ancestres directes) \| \| \| \| |
|                   | \| \| Sphenacodontidae \| \| \| \| \| \| Therapsida (mamífers i els seus ancestres directes) \| \| \| \| |
|                   | Sphenacodontidae                                                                                         |
|                   | |
|                   | Therapsida (mamífers i els seus ancestres directes)                                                      |
|                   | |

|  | Sphenacodontidae                                    |
|  |                                                     |
|  | Therapsida (mamífers i els seus ancestres directes) |
|  |                                                     |

|                   | Cutleria                                                                                                 |
|                   | |
| Sphenacodontoidea | \| \| Sphenacodontidae \| \| \| \| \| \| Therapsida (mamífers i els seus ancestres directes) \| \| \| \| |
|                   | \| \| Sphenacodontidae \| \| \| \| \| \| Therapsida (mamífers i els seus ancestres directes) \| \| \| \| |
|                   | Sphenacodontidae                                                                                         |
|                   | |
|                   | Therapsida (mamífers i els seus ancestres directes)                                                      |
|                   | |

|  | Sphenacodontidae                                    |
|  |                                                     |
|  | Therapsida (mamífers i els seus ancestres directes) |
|  |                                                     |

|                   | Cutleria                                                                                                 |
|                   | |
| Sphenacodontoidea | \| \| Sphenacodontidae \| \| \| \| \| \| Therapsida (mamífers i els seus ancestres directes) \| \| \| \| |
|                   | \| \| Sphenacodontidae \| \| \| \| \| \| Therapsida (mamífers i els seus ancestres directes) \| \| \| \| |
|                   | Sphenacodontidae                                                                                         |
|                   | |
|                   | Therapsida (mamífers i els seus ancestres directes)                                                      |
|                   | |

|  | Sphenacodontidae                                    |
|  |                                                     |
|  | Therapsida (mamífers i els seus ancestres directes) |
|  |                                                     |

|                   | Cutleria                                                                                                 |
|                   | |
| Sphenacodontoidea | \| \| Sphenacodontidae \| \| \| \| \| \| Therapsida (mamífers i els seus ancestres directes) \| \| \| \| |
|                   | \| \| Sphenacodontidae \| \| \| \| \| \| Therapsida (mamífers i els seus ancestres directes) \| \| \| \| |
|                   | Sphenacodontidae                                                                                         |
|                   | |
|                   | Therapsida (mamífers i els seus ancestres directes)                                                      |
|                   | |

|  | Sphenacodontidae                                    |
|  |                                                     |
|  | Therapsida (mamífers i els seus ancestres directes) |
|  |                                                     |

|                   | Cutleria                                                                                                 |
|                   | |
| Sphenacodontoidea | \| \| Sphenacodontidae \| \| \| \| \| \| Therapsida (mamífers i els seus ancestres directes) \| \| \| \| |
|                   | \| \| Sphenacodontidae \| \| \| \| \| \| Therapsida (mamífers i els seus ancestres directes) \| \| \| \| |
|                   | Sphenacodontidae                                                                                         |
|                   | |
|                   | Therapsida (mamífers i els seus ancestres directes)                                                      |
|                   | |

|  | Sphenacodontidae                                    |
|  |                                                     |
|  | Therapsida (mamífers i els seus ancestres directes) |
|  |                                                     |

|                   | Cutleria                                                                                                 |
|                   | |
| Sphenacodontoidea | \| \| Sphenacodontidae \| \| \| \| \| \| Therapsida (mamífers i els seus ancestres directes) \| \| \| \| |
|                   | \| \| Sphenacodontidae \| \| \| \| \| \| Therapsida (mamífers i els seus ancestres directes) \| \| \| \| |
|                   | Sphenacodontidae                                                                                         |
|                   | |
|                   | Therapsida (mamífers i els seus ancestres directes)                                                      |
|                   | |

|  | Sphenacodontidae                                    |
|  |                                                     |
|  | Therapsida (mamífers i els seus ancestres directes) |
|  |                                                     |

|                   | Cutleria                                                                                                 |
|                   | |
| Sphenacodontoidea | \| \| Sphenacodontidae \| \| \| \| \| \| Therapsida (mamífers i els seus ancestres directes) \| \| \| \| |
|                   | \| \| Sphenacodontidae \| \| \| \| \| \| Therapsida (mamífers i els seus ancestres directes) \| \| \| \| |
|                   | Sphenacodontidae                                                                                         |
|                   | |
|                   | Therapsida (mamífers i els seus ancestres directes)                                                      |
|                   | |

|  | Sphenacodontidae                                    |
|  |                                                     |
|  | Therapsida (mamífers i els seus ancestres directes) |
|  |                                                     |

|                   | Cutleria                                                                                                 |
|                   | |
| Sphenacodontoidea | \| \| Sphenacodontidae \| \| \| \| \| \| Therapsida (mamífers i els seus ancestres directes) \| \| \| \| |
|                   | \| \| Sphenacodontidae \| \| \| \| \| \| Therapsida (mamífers i els seus ancestres directes) \| \| \| \| |
|                   | Sphenacodontidae                                                                                         |
|                   | |
|                   | Therapsida (mamífers i els seus ancestres directes)                                                      |
|                   | |

|  | Sphenacodontidae                                    |
|  |                                                     |
|  | Therapsida (mamífers i els seus ancestres directes) |
|  |                                                     |

|                   | Cutleria                                                                                                 |
|                   | |
| Sphenacodontoidea | \| \| Sphenacodontidae \| \| \| \| \| \| Therapsida (mamífers i els seus ancestres directes) \| \| \| \| |
|                   | \| \| Sphenacodontidae \| \| \| \| \| \| Therapsida (mamífers i els seus ancestres directes) \| \| \| \| |
|                   | Sphenacodontidae                                                                                         |
|                   | |
|                   | Therapsida (mamífers i els seus ancestres directes)                                                      |
|                   | |

|  | Sphenacodontidae                                    |
|  |                                                     |
|  | Therapsida (mamífers i els seus ancestres directes) |
|  |                                                     |

|                   | Cutleria                                                                                                 |
|                   | |
| Sphenacodontoidea | \| \| Sphenacodontidae \| \| \| \| \| \| Therapsida (mamífers i els seus ancestres directes) \| \| \| \| |
|                   | \| \| Sphenacodontidae \| \| \| \| \| \| Therapsida (mamífers i els seus ancestres directes) \| \| \| \| |
|                   | Sphenacodontidae                                                                                         |
|                   | |
|                   | Therapsida (mamífers i els seus ancestres directes)                                                      |
|                   | |

|  | Sphenacodontidae                                    |
|  |                                                     |
|  | Therapsida (mamífers i els seus ancestres directes) |
|  |                                                     |

|                   | Cutleria                                                                                                 |
|                   | |
| Sphenacodontoidea | \| \| Sphenacodontidae \| \| \| \| \| \| Therapsida (mamífers i els seus ancestres directes) \| \| \| \| |
|                   | \| \| Sphenacodontidae \| \| \| \| \| \| Therapsida (mamífers i els seus ancestres directes) \| \| \| \| |
|                   | Sphenacodontidae                                                                                         |
|                   | |
|                   | Therapsida (mamífers i els seus ancestres directes)                                                      |
|                   | |

|  | Sphenacodontidae                                    |
|  |                                                     |
|  | Therapsida (mamífers i els seus ancestres directes) |
|  |                                                     |

|                   | Cutleria                                                                                                 |
|                   | |
| Sphenacodontoidea | \| \| Sphenacodontidae \| \| \| \| \| \| Therapsida (mamífers i els seus ancestres directes) \| \| \| \| |
|                   | \| \| Sphenacodontidae \| \| \| \| \| \| Therapsida (mamífers i els seus ancestres directes) \| \| \| \| |
|                   | Sphenacodontidae                                                                                         |
|                   | |
|                   | Therapsida (mamífers i els seus ancestres directes)                                                      |
|                   | |

|  | Sphenacodontidae                                    |
|  |                                                     |
|  | Therapsida (mamífers i els seus ancestres directes) |
|  |                                                     |

|                   | Cutleria                                                                                                 |
|                   | |
| Sphenacodontoidea | \| \| Sphenacodontidae \| \| \| \| \| \| Therapsida (mamífers i els seus ancestres directes) \| \| \| \| |
|                   | \| \| Sphenacodontidae \| \| \| \| \| \| Therapsida (mamífers i els seus ancestres directes) \| \| \| \| |
|                   | Sphenacodontidae                                                                                         |
|                   | |
|                   | Therapsida (mamífers i els seus ancestres directes)                                                      |
|                   | |

|  | Sphenacodontidae                                    |
|  |                                                     |
|  | Therapsida (mamífers i els seus ancestres directes) |
|  |                                                     |

|                   | Cutleria                                                                                                 |
|                   | |
| Sphenacodontoidea | \| \| Sphenacodontidae \| \| \| \| \| \| Therapsida (mamífers i els seus ancestres directes) \| \| \| \| |
|                   | \| \| Sphenacodontidae \| \| \| \| \| \| Therapsida (mamífers i els seus ancestres directes) \| \| \| \| |
|                   | Sphenacodontidae                                                                                         |
|                   | |
|                   | Therapsida (mamífers i els seus ancestres directes)                                                      |
|                   | |

|  | Sphenacodontidae                                    |
|  |                                                     |
|  | Therapsida (mamífers i els seus ancestres directes) |
|  |                                                     |

|                   | Cutleria                                                                                                 |
|                   | |
| Sphenacodontoidea | \| \| Sphenacodontidae \| \| \| \| \| \| Therapsida (mamífers i els seus ancestres directes) \| \| \| \| |
|                   | \| \| Sphenacodontidae \| \| \| \| \| \| Therapsida (mamífers i els seus ancestres directes) \| \| \| \| |
|                   | Sphenacodontidae                                                                                         |
|                   | |
|                   | Therapsida (mamífers i els seus ancestres directes)                                                      |
|                   | |

|  | Sphenacodontidae                                    |
|  |                                                     |
|  | Therapsida (mamífers i els seus ancestres directes) |
|  |                                                     |

|                   | Cutleria                                                                                                 |
|                   | |
| Sphenacodontoidea | \| \| Sphenacodontidae \| \| \| \| \| \| Therapsida (mamífers i els seus ancestres directes) \| \| \| \| |
|                   | \| \| Sphenacodontidae \| \| \| \| \| \| Therapsida (mamífers i els seus ancestres directes) \| \| \| \| |
|                   | Sphenacodontidae                                                                                         |
|                   | |
|                   | Therapsida (mamífers i els seus ancestres directes)                                                      |
|                   | |

|  | Sphenacodontidae                                    |
|  |                                                     |
|  | Therapsida (mamífers i els seus ancestres directes) |
|  |                                                     |

|                   | Cutleria                                                                                                 |
|                   | |
| Sphenacodontoidea | \| \| Sphenacodontidae \| \| \| \| \| \| Therapsida (mamífers i els seus ancestres directes) \| \| \| \| |
|                   | \| \| Sphenacodontidae \| \| \| \| \| \| Therapsida (mamífers i els seus ancestres directes) \| \| \| \| |
|                   | Sphenacodontidae                                                                                         |
|                   | |
|                   | Therapsida (mamífers i els seus ancestres directes)                                                      |
|                   | |

|  | Sphenacodontidae                                    |
|  |                                                     |
|  | Therapsida (mamífers i els seus ancestres directes) |
|  |                                                     |

|                   | Cutleria                                                                                                 |
|                   | |
| Sphenacodontoidea | \| \| Sphenacodontidae \| \| \| \| \| \| Therapsida (mamífers i els seus ancestres directes) \| \| \| \| |
|                   | \| \| Sphenacodontidae \| \| \| \| \| \| Therapsida (mamífers i els seus ancestres directes) \| \| \| \| |
|                   | Sphenacodontidae                                                                                         |
|                   | |
|                   | Therapsida (mamífers i els seus ancestres directes)                                                      |
|                   | |

|  | Sphenacodontidae                                    |
|  |                                                     |
|  | Therapsida (mamífers i els seus ancestres directes) |
|  |                                                     |

|                   | Cutleria                                                                                                 |
|                   | |
| Sphenacodontoidea | \| \| Sphenacodontidae \| \| \| \| \| \| Therapsida (mamífers i els seus ancestres directes) \| \| \| \| |
|                   | \| \| Sphenacodontidae \| \| \| \| \| \| Therapsida (mamífers i els seus ancestres directes) \| \| \| \| |
|                   | Sphenacodontidae                                                                                         |
|                   | |
|                   | Therapsida (mamífers i els seus ancestres directes)                                                      |
|                   | |

|  | Sphenacodontidae                                    |
|  |                                                     |
|  | Therapsida (mamífers i els seus ancestres directes) |
|  |                                                     |

|                   | Cutleria                                                                                                 |
|                   | |
| Sphenacodontoidea | \| \| Sphenacodontidae \| \| \| \| \| \| Therapsida (mamífers i els seus ancestres directes) \| \| \| \| |
|                   | \| \| Sphenacodontidae \| \| \| \| \| \| Therapsida (mamífers i els seus ancestres directes) \| \| \| \| |
|                   | Sphenacodontidae                                                                                         |
|                   | |
|                   | Therapsida (mamífers i els seus ancestres directes)                                                      |
|                   | |

|  | Sphenacodontidae                                    |
|  |                                                     |
|  | Therapsida (mamífers i els seus ancestres directes) |
|  |                                                     |

|                   | Cutleria                                                                                                 |
|                   | |
| Sphenacodontoidea | \| \| Sphenacodontidae \| \| \| \| \| \| Therapsida (mamífers i els seus ancestres directes) \| \| \| \| |
|                   | \| \| Sphenacodontidae \| \| \| \| \| \| Therapsida (mamífers i els seus ancestres directes) \| \| \| \| |
|                   | Sphenacodontidae                                                                                         |
|                   | |
|                   | Therapsida (mamífers i els seus ancestres directes)                                                      |
|                   | |

|  | Sphenacodontidae                                    |
|  |                                                     |
|  | Therapsida (mamífers i els seus ancestres directes) |
|  |                                                     |

|                   | Cutleria                                                                                                 |
|                   | |
| Sphenacodontoidea | \| \| Sphenacodontidae \| \| \| \| \| \| Therapsida (mamífers i els seus ancestres directes) \| \| \| \| |
|                   | \| \| Sphenacodontidae \| \| \| \| \| \| Therapsida (mamífers i els seus ancestres directes) \| \| \| \| |
|                   | Sphenacodontidae                                                                                         |
|                   | |
|                   | Therapsida (mamífers i els seus ancestres directes)                                                      |
|                   | |

|  | Sphenacodontidae                                    |
|  |                                                     |
|  | Therapsida (mamífers i els seus ancestres directes) |
|  |                                                     |

|                   | Cutleria                                                                                                 |
|                   | |
| Sphenacodontoidea | \| \| Sphenacodontidae \| \| \| \| \| \| Therapsida (mamífers i els seus ancestres directes) \| \| \| \| |
|                   | \| \| Sphenacodontidae \| \| \| \| \| \| Therapsida (mamífers i els seus ancestres directes) \| \| \| \| |
|                   | Sphenacodontidae                                                                                         |
|                   | |
|                   | Therapsida (mamífers i els seus ancestres directes)                                                      |
|                   | |

|  | Sphenacodontidae                                    |
|  |                                                     |
|  | Therapsida (mamífers i els seus ancestres directes) |
|  |                                                     |

|                   | Cutleria                                                                                                 |
|                   | |
| Sphenacodontoidea | \| \| Sphenacodontidae \| \| \| \| \| \| Therapsida (mamífers i els seus ancestres directes) \| \| \| \| |
|                   | \| \| Sphenacodontidae \| \| \| \| \| \| Therapsida (mamífers i els seus ancestres directes) \| \| \| \| |
|                   | Sphenacodontidae                                                                                         |
|                   | |
|                   | Therapsida (mamífers i els seus ancestres directes)                                                      |
|                   | |

|  | Sphenacodontidae                                    |
|  |                                                     |
|  | Therapsida (mamífers i els seus ancestres directes) |
|  |                                                     |

|                   | Cutleria                                                                                                 |
|                   | |
| Sphenacodontoidea | \| \| Sphenacodontidae \| \| \| \| \| \| Therapsida (mamífers i els seus ancestres directes) \| \| \| \| |
|                   | \| \| Sphenacodontidae \| \| \| \| \| \| Therapsida (mamífers i els seus ancestres directes) \| \| \| \| |
|                   | Sphenacodontidae                                                                                         |
|                   | |
|                   | Therapsida (mamífers i els seus ancestres directes)                                                      |
|                   | |

|  | Sphenacodontidae                                    |
|  |                                                     |
|  | Therapsida (mamífers i els seus ancestres directes) |
|  |                                                     |

|                   | Cutleria                                                                                                 |
|                   | |
| Sphenacodontoidea | \| \| Sphenacodontidae \| \| \| \| \| \| Therapsida (mamífers i els seus ancestres directes) \| \| \| \| |
|                   | \| \| Sphenacodontidae \| \| \| \| \| \| Therapsida (mamífers i els seus ancestres directes) \| \| \| \| |
|                   | Sphenacodontidae                                                                                         |
|                   | |
|                   | Therapsida (mamífers i els seus ancestres directes)                                                      |
|                   | |

|  | Sphenacodontidae                                    |
|  |                                                     |
|  | Therapsida (mamífers i els seus ancestres directes) |
|  |                                                     |

|                   | Cutleria                                                                                                 |
|                   | |
| Sphenacodontoidea | \| \| Sphenacodontidae \| \| \| \| \| \| Therapsida (mamífers i els seus ancestres directes) \| \| \| \| |
|                   | \| \| Sphenacodontidae \| \| \| \| \| \| Therapsida (mamífers i els seus ancestres directes) \| \| \| \| |
|                   | Sphenacodontidae                                                                                         |
|                   | |
|                   | Therapsida (mamífers i els seus ancestres directes)                                                      |
|                   | |

|  | Sphenacodontidae                                    |
|  |                                                     |
|  | Therapsida (mamífers i els seus ancestres directes) |
|  |                                                     |

|                   | Cutleria                                                                                                 |
|                   | |
| Sphenacodontoidea | \| \| Sphenacodontidae \| \| \| \| \| \| Therapsida (mamífers i els seus ancestres directes) \| \| \| \| |
|                   | \| \| Sphenacodontidae \| \| \| \| \| \| Therapsida (mamífers i els seus ancestres directes) \| \| \| \| |
|                   | Sphenacodontidae                                                                                         |
|                   | |
|                   | Therapsida (mamífers i els seus ancestres directes)                                                      |
|                   | |

|  | Sphenacodontidae                                    |
|  |                                                     |
|  | Therapsida (mamífers i els seus ancestres directes) |
|  |                                                     |

|                   | Cutleria                                                                                                 |
|                   | |
| Sphenacodontoidea | \| \| Sphenacodontidae \| \| \| \| \| \| Therapsida (mamífers i els seus ancestres directes) \| \| \| \| |
|                   | \| \| Sphenacodontidae \| \| \| \| \| \| Therapsida (mamífers i els seus ancestres directes) \| \| \| \| |
|                   | Sphenacodontidae                                                                                         |
|                   | |
|                   | Therapsida (mamífers i els seus ancestres directes)                                                      |
|                   | |

|  | Sphenacodontidae                                    |
|  |                                                     |
|  | Therapsida (mamífers i els seus ancestres directes) |
|  |                                                     |

|                   | Cutleria                                                                                                 |
|                   | |
| Sphenacodontoidea | \| \| Sphenacodontidae \| \| \| \| \| \| Therapsida (mamífers i els seus ancestres directes) \| \| \| \| |
|                   | \| \| Sphenacodontidae \| \| \| \| \| \| Therapsida (mamífers i els seus ancestres directes) \| \| \| \| |
|                   | Sphenacodontidae                                                                                         |
|                   | |
|                   | Therapsida (mamífers i els seus ancestres directes)                                                      |
|                   | |

|  | Sphenacodontidae                                    |
|  |                                                     |
|  | Therapsida (mamífers i els seus ancestres directes) |
|  |                                                     |

|                   | Cutleria                                                                                                 |
|                   | |
| Sphenacodontoidea | \| \| Sphenacodontidae \| \| \| \| \| \| Therapsida (mamífers i els seus ancestres directes) \| \| \| \| |
|                   | \| \| Sphenacodontidae \| \| \| \| \| \| Therapsida (mamífers i els seus ancestres directes) \| \| \| \| |
|                   | Sphenacodontidae                                                                                         |
|                   | |
|                   | Therapsida (mamífers i els seus ancestres directes)                                                      |
|                   | |

|  | Sphenacodontidae                                    |
|  |                                                     |
|  | Therapsida (mamífers i els seus ancestres directes) |
|  |                                                     |

|                   | Cutleria                                                                                                 |
|                   | |
| Sphenacodontoidea | \| \| Sphenacodontidae \| \| \| \| \| \| Therapsida (mamífers i els seus ancestres directes) \| \| \| \| |
|                   | \| \| Sphenacodontidae \| \| \| \| \| \| Therapsida (mamífers i els seus ancestres directes) \| \| \| \| |
|                   | Sphenacodontidae                                                                                         |
|                   | |
|                   | Therapsida (mamífers i els seus ancestres directes)                                                      |
|                   | |

|  | Sphenacodontidae                                    |
|  |                                                     |
|  | Therapsida (mamífers i els seus ancestres directes) |
|  |                                                     |

|                   | Cutleria                                                                                                 |
|                   | |
| Sphenacodontoidea | \| \| Sphenacodontidae \| \| \| \| \| \| Therapsida (mamífers i els seus ancestres directes) \| \| \| \| |
|                   | \| \| Sphenacodontidae \| \| \| \| \| \| Therapsida (mamífers i els seus ancestres directes) \| \| \| \| |
|                   | Sphenacodontidae                                                                                         |
|                   | |
|                   | Therapsida (mamífers i els seus ancestres directes)                                                      |
|                   | |

|  | Sphenacodontidae                                    |
|  |                                                     |
|  | Therapsida (mamífers i els seus ancestres directes) |
|  |                                                     |

|                   | Cutleria                                                                                                 |
|                   | |
| Sphenacodontoidea | \| \| Sphenacodontidae \| \| \| \| \| \| Therapsida (mamífers i els seus ancestres directes) \| \| \| \| |
|                   | \| \| Sphenacodontidae \| \| \| \| \| \| Therapsida (mamífers i els seus ancestres directes) \| \| \| \| |
|                   | Sphenacodontidae                                                                                         |
|                   | |
|                   | Therapsida (mamífers i els seus ancestres directes)                                                      |
|                   | |

|  | Sphenacodontidae                                    |
|  |                                                     |
|  | Therapsida (mamífers i els seus ancestres directes) |
|  |                                                     |

|                   | Cutleria                                                                                                 |
|                   | |
| Sphenacodontoidea | \| \| Sphenacodontidae \| \| \| \| \| \| Therapsida (mamífers i els seus ancestres directes) \| \| \| \| |
|                   | \| \| Sphenacodontidae \| \| \| \| \| \| Therapsida (mamífers i els seus ancestres directes) \| \| \| \| |
|                   | Sphenacodontidae                                                                                         |
|                   | |
|                   | Therapsida (mamífers i els seus ancestres directes)                                                      |
|                   | |

|  | Sphenacodontidae                                    |
|  |                                                     |
|  | Therapsida (mamífers i els seus ancestres directes) |
|  |                                                     |

|                   | Cutleria                                                                                                 |
|                   | |
| Sphenacodontoidea | \| \| Sphenacodontidae \| \| \| \| \| \| Therapsida (mamífers i els seus ancestres directes) \| \| \| \| |
|                   | \| \| Sphenacodontidae \| \| \| \| \| \| Therapsida (mamífers i els seus ancestres directes) \| \| \| \| |
|                   | Sphenacodontidae                                                                                         |
|                   | |
|                   | Therapsida (mamífers i els seus ancestres directes)                                                      |
|                   | |

|  | Sphenacodontidae                                    |
|  |                                                     |
|  | Therapsida (mamífers i els seus ancestres directes) |
|  |                                                     |

|                   | Cutleria                                                                                                 |
|                   | |
| Sphenacodontoidea | \| \| Sphenacodontidae \| \| \| \| \| \| Therapsida (mamífers i els seus ancestres directes) \| \| \| \| |
|                   | \| \| Sphenacodontidae \| \| \| \| \| \| Therapsida (mamífers i els seus ancestres directes) \| \| \| \| |
|                   | Sphenacodontidae                                                                                         |
|                   | |
|                   | Therapsida (mamífers i els seus ancestres directes)                                                      |
|                   | |

|  | Sphenacodontidae                                    |
|  |                                                     |
|  | Therapsida (mamífers i els seus ancestres directes) |
|  |                                                     |

|                   | Cutleria                                                                                                 |
|                   | |
| Sphenacodontoidea | \| \| Sphenacodontidae \| \| \| \| \| \| Therapsida (mamífers i els seus ancestres directes) \| \| \| \| |
|                   | \| \| Sphenacodontidae \| \| \| \| \| \| Therapsida (mamífers i els seus ancestres directes) \| \| \| \| |
|                   | Sphenacodontidae                                                                                         |
|                   | |
|                   | Therapsida (mamífers i els seus ancestres directes)                                                      |
|                   | |

|  | Sphenacodontidae                                    |
|  |                                                     |
|  | Therapsida (mamífers i els seus ancestres directes) |
|  |                                                     |

|                   | Cutleria                                                                                                 |
|                   | |
| Sphenacodontoidea | \| \| Sphenacodontidae \| \| \| \| \| \| Therapsida (mamífers i els seus ancestres directes) \| \| \| \| |
|                   | \| \| Sphenacodontidae \| \| \| \| \| \| Therapsida (mamífers i els seus ancestres directes) \| \| \| \| |
|                   | Sphenacodontidae                                                                                         |
|                   | |
|                   | Therapsida (mamífers i els seus ancestres directes)                                                      |
|                   | |

|  | Sphenacodontidae                                    |
|  |                                                     |
|  | Therapsida (mamífers i els seus ancestres directes) |
|  |                                                     |

|                   | Cutleria                                                                                                 |
|                   | |
| Sphenacodontoidea | \| \| Sphenacodontidae \| \| \| \| \| \| Therapsida (mamífers i els seus ancestres directes) \| \| \| \| |
|                   | \| \| Sphenacodontidae \| \| \| \| \| \| Therapsida (mamífers i els seus ancestres directes) \| \| \| \| |
|                   | Sphenacodontidae                                                                                         |
|                   | |
|                   | Therapsida (mamífers i els seus ancestres directes)                                                      |
|                   | |

|  | Sphenacodontidae                                    |
|  |                                                     |
|  | Therapsida (mamífers i els seus ancestres directes) |
|  |                                                     |

|                   | Cutleria                                                                                                 |
|                   | |
| Sphenacodontoidea | \| \| Sphenacodontidae \| \| \| \| \| \| Therapsida (mamífers i els seus ancestres directes) \| \| \| \| |
|                   | \| \| Sphenacodontidae \| \| \| \| \| \| Therapsida (mamífers i els seus ancestres directes) \| \| \| \| |
|                   | Sphenacodontidae                                                                                         |
|                   | |
|                   | Therapsida (mamífers i els seus ancestres directes)                                                      |
|                   | |

|  | Sphenacodontidae                                    |
|  |                                                     |
|  | Therapsida (mamífers i els seus ancestres directes) |
|  |                                                     |

|                   | Cutleria                                                                                                 |
|                   | |
| Sphenacodontoidea | \| \| Sphenacodontidae \| \| \| \| \| \| Therapsida (mamífers i els seus ancestres directes) \| \| \| \| |
|                   | \| \| Sphenacodontidae \| \| \| \| \| \| Therapsida (mamífers i els seus ancestres directes) \| \| \| \| |
|                   | Sphenacodontidae                                                                                         |
|                   | |
|                   | Therapsida (mamífers i els seus ancestres directes)                                                      |
|                   | |

|  | Sphenacodontidae                                    |
|  |                                                     |
|  | Therapsida (mamífers i els seus ancestres directes) |
|  |                                                     |

|                   | Cutleria                                                                                                 |
|                   | |
| Sphenacodontoidea | \| \| Sphenacodontidae \| \| \| \| \| \| Therapsida (mamífers i els seus ancestres directes) \| \| \| \| |
|                   | \| \| Sphenacodontidae \| \| \| \| \| \| Therapsida (mamífers i els seus ancestres directes) \| \| \| \| |
|                   | Sphenacodontidae                                                                                         |
|                   | |
|                   | Therapsida (mamífers i els seus ancestres directes)                                                      |
|                   | |

|  | Sphenacodontidae                                    |
|  |                                                     |
|  | Therapsida (mamífers i els seus ancestres directes) |
|  |                                                     |

|                   | Cutleria                                                                                                 |
|                   | |
| Sphenacodontoidea | \| \| Sphenacodontidae \| \| \| \| \| \| Therapsida (mamífers i els seus ancestres directes) \| \| \| \| |
|                   | \| \| Sphenacodontidae \| \| \| \| \| \| Therapsida (mamífers i els seus ancestres directes) \| \| \| \| |
|                   | Sphenacodontidae                                                                                         |
|                   | |
|                   | Therapsida (mamífers i els seus ancestres directes)                                                      |
|                   | |

|  | Sphenacodontidae                                    |
|  |                                                     |
|  | Therapsida (mamífers i els seus ancestres directes) |
|  |                                                     |

|                   | Cutleria                                                                                                 |
|                   | |
| Sphenacodontoidea | \| \| Sphenacodontidae \| \| \| \| \| \| Therapsida (mamífers i els seus ancestres directes) \| \| \| \| |
|                   | \| \| Sphenacodontidae \| \| \| \| \| \| Therapsida (mamífers i els seus ancestres directes) \| \| \| \| |
|                   | Sphenacodontidae                                                                                         |
|                   | |
|                   | Therapsida (mamífers i els seus ancestres directes)                                                      |
|                   | |

|  | Sphenacodontidae                                    |
|  |                                                     |
|  | Therapsida (mamífers i els seus ancestres directes) |
|  |                                                     |

|                   | Cutleria                                                                                                 |
|                   | |
| Sphenacodontoidea | \| \| Sphenacodontidae \| \| \| \| \| \| Therapsida (mamífers i els seus ancestres directes) \| \| \| \| |
|                   | \| \| Sphenacodontidae \| \| \| \| \| \| Therapsida (mamífers i els seus ancestres directes) \| \| \| \| |
|                   | Sphenacodontidae                                                                                         |
|                   | |
|                   | Therapsida (mamífers i els seus ancestres directes)                                                      |
|                   | |

|  | Sphenacodontidae                                    |
|  |                                                     |
|  | Therapsida (mamífers i els seus ancestres directes) |
|  |                                                     |

|                   | Cutleria                                                                                                 |
|                   | |
| Sphenacodontoidea | \| \| Sphenacodontidae \| \| \| \| \| \| Therapsida (mamífers i els seus ancestres directes) \| \| \| \| |
|                   | \| \| Sphenacodontidae \| \| \| \| \| \| Therapsida (mamífers i els seus ancestres directes) \| \| \| \| |
|                   | Sphenacodontidae                                                                                         |
|                   | |
|                   | Therapsida (mamífers i els seus ancestres directes)                                                      |
|                   | |

|  | Sphenacodontidae                                    |
|  |                                                     |
|  | Therapsida (mamífers i els seus ancestres directes) |
|  |                                                     |

|                   | Cutleria                                                                                                 |
|                   | |
| Sphenacodontoidea | \| \| Sphenacodontidae \| \| \| \| \| \| Therapsida (mamífers i els seus ancestres directes) \| \| \| \| |
|                   | \| \| Sphenacodontidae \| \| \| \| \| \| Therapsida (mamífers i els seus ancestres directes) \| \| \| \| |
|                   | Sphenacodontidae                                                                                         |
|                   | |
|                   | Therapsida (mamífers i els seus ancestres directes)                                                      |
|                   | |

|  | Sphenacodontidae                                    |
|  |                                                     |
|  | Therapsida (mamífers i els seus ancestres directes) |
|  |                                                     |

|                   | Cutleria                                                                                                 |
|                   | |
| Sphenacodontoidea | \| \| Sphenacodontidae \| \| \| \| \| \| Therapsida (mamífers i els seus ancestres directes) \| \| \| \| |
|                   | \| \| Sphenacodontidae \| \| \| \| \| \| Therapsida (mamífers i els seus ancestres directes) \| \| \| \| |
|                   | Sphenacodontidae                                                                                         |
|                   | |
|                   | Therapsida (mamífers i els seus ancestres directes)                                                      |
|                   | |

|  | Sphenacodontidae                                    |
|  |                                                     |
|  | Therapsida (mamífers i els seus ancestres directes) |
|  |                                                     |

|                   | Cutleria                                                                                                 |
|                   | |
| Sphenacodontoidea | \| \| Sphenacodontidae \| \| \| \| \| \| Therapsida (mamífers i els seus ancestres directes) \| \| \| \| |
|                   | \| \| Sphenacodontidae \| \| \| \| \| \| Therapsida (mamífers i els seus ancestres directes) \| \| \| \| |
|                   | Sphenacodontidae                                                                                         |
|                   | |
|                   | Therapsida (mamífers i els seus ancestres directes)                                                      |
|                   | |

|  | Sphenacodontidae                                    |
|  |                                                     |
|  | Therapsida (mamífers i els seus ancestres directes) |
|  |                                                     |

|                   | Cutleria                                                                                                 |
|                   | |
| Sphenacodontoidea | \| \| Sphenacodontidae \| \| \| \| \| \| Therapsida (mamífers i els seus ancestres directes) \| \| \| \| |
|                   | \| \| Sphenacodontidae \| \| \| \| \| \| Therapsida (mamífers i els seus ancestres directes) \| \| \| \| |
|                   | Sphenacodontidae                                                                                         |
|                   | |
|                   | Therapsida (mamífers i els seus ancestres directes)                                                      |
|                   | |

|  | Sphenacodontidae                                    |
|  |                                                     |
|  | Therapsida (mamífers i els seus ancestres directes) |
|  |                                                     |

|                   | Cutleria                                                                                                 |
|                   | |
| Sphenacodontoidea | \| \| Sphenacodontidae \| \| \| \| \| \| Therapsida (mamífers i els seus ancestres directes) \| \| \| \| |
|                   | \| \| Sphenacodontidae \| \| \| \| \| \| Therapsida (mamífers i els seus ancestres directes) \| \| \| \| |
|                   | Sphenacodontidae                                                                                         |
|                   | |
|                   | Therapsida (mamífers i els seus ancestres directes)                                                      |
|                   | |

|  | Sphenacodontidae                                    |
|  |                                                     |
|  | Therapsida (mamífers i els seus ancestres directes) |
|  |                                                     |

|                   | Cutleria                                                                                                 |
|                   | |
| Sphenacodontoidea | \| \| Sphenacodontidae \| \| \| \| \| \| Therapsida (mamífers i els seus ancestres directes) \| \| \| \| |
|                   | \| \| Sphenacodontidae \| \| \| \| \| \| Therapsida (mamífers i els seus ancestres directes) \| \| \| \| |
|                   | Sphenacodontidae                                                                                         |
|                   | |
|                   | Therapsida (mamífers i els seus ancestres directes)                                                      |
|                   | |

|  | Sphenacodontidae                                    |
|  |                                                     |
|  | Therapsida (mamífers i els seus ancestres directes) |
|  |                                                     |

|                   | Cutleria                                                                                                 |
|                   | |
| Sphenacodontoidea | \| \| Sphenacodontidae \| \| \| \| \| \| Therapsida (mamífers i els seus ancestres directes) \| \| \| \| |
|                   | \| \| Sphenacodontidae \| \| \| \| \| \| Therapsida (mamífers i els seus ancestres directes) \| \| \| \| |
|                   | Sphenacodontidae                                                                                         |
|                   | |
|                   | Therapsida (mamífers i els seus ancestres directes)                                                      |
|                   | |

|  | Sphenacodontidae                                    |
|  |                                                     |
|  | Therapsida (mamífers i els seus ancestres directes) |
|  |                                                     |

|                   | Cutleria                                                                                                 |
|                   | |
| Sphenacodontoidea | \| \| Sphenacodontidae \| \| \| \| \| \| Therapsida (mamífers i els seus ancestres directes) \| \| \| \| |
|                   | \| \| Sphenacodontidae \| \| \| \| \| \| Therapsida (mamífers i els seus ancestres directes) \| \| \| \| |
|                   | Sphenacodontidae                                                                                         |
|                   | |
|                   | Therapsida (mamífers i els seus ancestres directes)                                                      |
|                   | |

|  | Sphenacodontidae                                    |
|  |                                                     |
|  | Therapsida (mamífers i els seus ancestres directes) |
|  |                                                     |

|                   | Cutleria                                                                                                 |
|                   | |
| Sphenacodontoidea | \| \| Sphenacodontidae \| \| \| \| \| \| Therapsida (mamífers i els seus ancestres directes) \| \| \| \| |
|                   | \| \| Sphenacodontidae \| \| \| \| \| \| Therapsida (mamífers i els seus ancestres directes) \| \| \| \| |
|                   | Sphenacodontidae                                                                                         |
|                   | |
|                   | Therapsida (mamífers i els seus ancestres directes)                                                      |
|                   | |

|  | Sphenacodontidae                                    |
|  |                                                     |
|  | Therapsida (mamífers i els seus ancestres directes) |
|  |                                                     |

|                   | Cutleria                                                                                                 |
|                   | |
| Sphenacodontoidea | \| \| Sphenacodontidae \| \| \| \| \| \| Therapsida (mamífers i els seus ancestres directes) \| \| \| \| |
|                   | \| \| Sphenacodontidae \| \| \| \| \| \| Therapsida (mamífers i els seus ancestres directes) \| \| \| \| |
|                   | Sphenacodontidae                                                                                         |
|                   | |
|                   | Therapsida (mamífers i els seus ancestres directes)                                                      |
|                   | |

|  | Sphenacodontidae                                    |
|  |                                                     |
|  | Therapsida (mamífers i els seus ancestres directes) |
|  |                                                     |

|                   | Cutleria                                                                                                 |
|                   | |
| Sphenacodontoidea | \| \| Sphenacodontidae \| \| \| \| \| \| Therapsida (mamífers i els seus ancestres directes) \| \| \| \| |
|                   | \| \| Sphenacodontidae \| \| \| \| \| \| Therapsida (mamífers i els seus ancestres directes) \| \| \| \| |
|                   | Sphenacodontidae                                                                                         |
|                   | |
|                   | Therapsida (mamífers i els seus ancestres directes)                                                      |
|                   | |

|  | Sphenacodontidae                                    |
|  |                                                     |
|  | Therapsida (mamífers i els seus ancestres directes) |
|  |                                                     |

|                   | Cutleria                                                                                                 |
|                   | |
| Sphenacodontoidea | \| \| Sphenacodontidae \| \| \| \| \| \| Therapsida (mamífers i els seus ancestres directes) \| \| \| \| |
|                   | \| \| Sphenacodontidae \| \| \| \| \| \| Therapsida (mamífers i els seus ancestres directes) \| \| \| \| |
|                   | Sphenacodontidae                                                                                         |
|                   | |
|                   | Therapsida (mamífers i els seus ancestres directes)                                                      |
|                   | |

|  | Sphenacodontidae                                    |
|  |                                                     |
|  | Therapsida (mamífers i els seus ancestres directes) |
|  |                                                     |

|                   | Cutleria                                                                                                 |
|                   | |
| Sphenacodontoidea | \| \| Sphenacodontidae \| \| \| \| \| \| Therapsida (mamífers i els seus ancestres directes) \| \| \| \| |
|                   | \| \| Sphenacodontidae \| \| \| \| \| \| Therapsida (mamífers i els seus ancestres directes) \| \| \| \| |
|                   | Sphenacodontidae                                                                                         |
|                   | |
|                   | Therapsida (mamífers i els seus ancestres directes)                                                      |
|                   | |

|  | Sphenacodontidae                                    |
|  |                                                     |
|  | Therapsida (mamífers i els seus ancestres directes) |
|  |                                                     |

|                   | Cutleria                                                                                                 |
|                   | |
| Sphenacodontoidea | \| \| Sphenacodontidae \| \| \| \| \| \| Therapsida (mamífers i els seus ancestres directes) \| \| \| \| |
|                   | \| \| Sphenacodontidae \| \| \| \| \| \| Therapsida (mamífers i els seus ancestres directes) \| \| \| \| |
|                   | Sphenacodontidae                                                                                         |
|                   | |
|                   | Therapsida (mamífers i els seus ancestres directes)                                                      |
|                   | |

|  | Sphenacodontidae                                    |
|  |                                                     |
|  | Therapsida (mamífers i els seus ancestres directes) |
|  |                                                     |

|                   | Cutleria                                                                                                 |
|                   | |
| Sphenacodontoidea | \| \| Sphenacodontidae \| \| \| \| \| \| Therapsida (mamífers i els seus ancestres directes) \| \| \| \| |
|                   | \| \| Sphenacodontidae \| \| \| \| \| \| Therapsida (mamífers i els seus ancestres directes) \| \| \| \| |
|                   | Sphenacodontidae                                                                                         |
|                   | |
|                   | Therapsida (mamífers i els seus ancestres directes)                                                      |
|                   | |

|  | Sphenacodontidae                                    |
|  |                                                     |
|  | Therapsida (mamífers i els seus ancestres directes) |
|  |                                                     |

|                   | Cutleria                                                                                                 |
|                   | |
| Sphenacodontoidea | \| \| Sphenacodontidae \| \| \| \| \| \| Therapsida (mamífers i els seus ancestres directes) \| \| \| \| |
|                   | \| \| Sphenacodontidae \| \| \| \| \| \| Therapsida (mamífers i els seus ancestres directes) \| \| \| \| |
|                   | Sphenacodontidae                                                                                         |
|                   | |
|                   | Therapsida (mamífers i els seus ancestres directes)                                                      |
|                   | |

|  | Sphenacodontidae                                    |
|  |                                                     |
|  | Therapsida (mamífers i els seus ancestres directes) |
|  |                                                     |

|                   | Cutleria                                                                                                 |
|                   | |
| Sphenacodontoidea | \| \| Sphenacodontidae \| \| \| \| \| \| Therapsida (mamífers i els seus ancestres directes) \| \| \| \| |
|                   | \| \| Sphenacodontidae \| \| \| \| \| \| Therapsida (mamífers i els seus ancestres directes) \| \| \| \| |
|                   | Sphenacodontidae                                                                                         |
|                   | |
|                   | Therapsida (mamífers i els seus ancestres directes)                                                      |
|                   | |

|  | Sphenacodontidae                                    |
|  |                                                     |
|  | Therapsida (mamífers i els seus ancestres directes) |
|  |                                                     |

|                   | Cutleria                                                                                                 |
|                   | |
| Sphenacodontoidea | \| \| Sphenacodontidae \| \| \| \| \| \| Therapsida (mamífers i els seus ancestres directes) \| \| \| \| |
|                   | \| \| Sphenacodontidae \| \| \| \| \| \| Therapsida (mamífers i els seus ancestres directes) \| \| \| \| |
|                   | Sphenacodontidae                                                                                         |
|                   | |
|                   | Therapsida (mamífers i els seus ancestres directes)                                                      |
|                   | |

|  | Sphenacodontidae                                    |
|  |                                                     |
|  | Therapsida (mamífers i els seus ancestres directes) |
|  |                                                     |

|                   | Cutleria                                                                                                 |
|                   | |
| Sphenacodontoidea | \| \| Sphenacodontidae \| \| \| \| \| \| Therapsida (mamífers i els seus ancestres directes) \| \| \| \| |
|                   | \| \| Sphenacodontidae \| \| \| \| \| \| Therapsida (mamífers i els seus ancestres directes) \| \| \| \| |
|                   | Sphenacodontidae                                                                                         |
|                   | |
|                   | Therapsida (mamífers i els seus ancestres directes)                                                      |
|                   | |

|  | Sphenacodontidae                                    |
|  |                                                     |
|  | Therapsida (mamífers i els seus ancestres directes) |
|  |                                                     |

|                   | Cutleria                                                                                                 |
|                   | |
| Sphenacodontoidea | \| \| Sphenacodontidae \| \| \| \| \| \| Therapsida (mamífers i els seus ancestres directes) \| \| \| \| |
|                   | \| \| Sphenacodontidae \| \| \| \| \| \| Therapsida (mamífers i els seus ancestres directes) \| \| \| \| |
|                   | Sphenacodontidae                                                                                         |
|                   | |
|                   | Therapsida (mamífers i els seus ancestres directes)                                                      |
|                   | |

|  | Sphenacodontidae                                    |
|  |                                                     |
|  | Therapsida (mamífers i els seus ancestres directes) |
|  |                                                     |

|                   | Cutleria                                                                                                 |
|                   | |
| Sphenacodontoidea | \| \| Sphenacodontidae \| \| \| \| \| \| Therapsida (mamífers i els seus ancestres directes) \| \| \| \| |
|                   | \| \| Sphenacodontidae \| \| \| \| \| \| Therapsida (mamífers i els seus ancestres directes) \| \| \| \| |
|                   | Sphenacodontidae                                                                                         |
|                   | |
|                   | Therapsida (mamífers i els seus ancestres directes)                                                      |
|                   | |

|  | Sphenacodontidae                                    |
|  |                                                     |
|  | Therapsida (mamífers i els seus ancestres directes) |
|  |                                                     |

|                   | Cutleria                                                                                                 |
|                   | |
| Sphenacodontoidea | \| \| Sphenacodontidae \| \| \| \| \| \| Therapsida (mamífers i els seus ancestres directes) \| \| \| \| |
|                   | \| \| Sphenacodontidae \| \| \| \| \| \| Therapsida (mamífers i els seus ancestres directes) \| \| \| \| |
|                   | Sphenacodontidae                                                                                         |
|                   | |
|                   | Therapsida (mamífers i els seus ancestres directes)                                                      |
|                   | |

|  | Sphenacodontidae                                    |
|  |                                                     |
|  | Therapsida (mamífers i els seus ancestres directes) |
|  |                                                     |

|                   | Cutleria                                                                                                 |
|                   | |
| Sphenacodontoidea | \| \| Sphenacodontidae \| \| \| \| \| \| Therapsida (mamífers i els seus ancestres directes) \| \| \| \| |
|                   | \| \| Sphenacodontidae \| \| \| \| \| \| Therapsida (mamífers i els seus ancestres directes) \| \| \| \| |
|                   | Sphenacodontidae                                                                                         |
|                   | |
|                   | Therapsida (mamífers i els seus ancestres directes)                                                      |
|                   | |

|  | Sphenacodontidae                                    |
|  |                                                     |
|  | Therapsida (mamífers i els seus ancestres directes) |
|  |                                                     |

|                   | Cutleria                                                                                                 |
|                   | |
| Sphenacodontoidea | \| \| Sphenacodontidae \| \| \| \| \| \| Therapsida (mamífers i els seus ancestres directes) \| \| \| \| |
|                   | \| \| Sphenacodontidae \| \| \| \| \| \| Therapsida (mamífers i els seus ancestres directes) \| \| \| \| |
|                   | Sphenacodontidae                                                                                         |
|                   | |
|                   | Therapsida (mamífers i els seus ancestres directes)                                                      |
|                   | |

|  | Sphenacodontidae                                    |
|  |                                                     |
|  | Therapsida (mamífers i els seus ancestres directes) |
|  |                                                     |

|                   | Cutleria                                                                                                 |
|                   | |
| Sphenacodontoidea | \| \| Sphenacodontidae \| \| \| \| \| \| Therapsida (mamífers i els seus ancestres directes) \| \| \| \| |
|                   | \| \| Sphenacodontidae \| \| \| \| \| \| Therapsida (mamífers i els seus ancestres directes) \| \| \| \| |
|                   | Sphenacodontidae                                                                                         |
|                   | |
|                   | Therapsida (mamífers i els seus ancestres directes)                                                      |
|                   | |

|  | Sphenacodontidae                                    |
|  |                                                     |
|  | Therapsida (mamífers i els seus ancestres directes) |
|  |                                                     |

|                   | Cutleria                                                                                                 |
|                   | |
| Sphenacodontoidea | \| \| Sphenacodontidae \| \| \| \| \| \| Therapsida (mamífers i els seus ancestres directes) \| \| \| \| |
|                   | \| \| Sphenacodontidae \| \| \| \| \| \| Therapsida (mamífers i els seus ancestres directes) \| \| \| \| |
|                   | Sphenacodontidae                                                                                         |
|                   | |
|                   | Therapsida (mamífers i els seus ancestres directes)                                                      |
|                   | |

|  | Sphenacodontidae                                    |
|  |                                                     |
|  | Therapsida (mamífers i els seus ancestres directes) |
|  |                                                     |

|                   | Cutleria                                                                                                 |
|                   | |
| Sphenacodontoidea | \| \| Sphenacodontidae \| \| \| \| \| \| Therapsida (mamífers i els seus ancestres directes) \| \| \| \| |
|                   | \| \| Sphenacodontidae \| \| \| \| \| \| Therapsida (mamífers i els seus ancestres directes) \| \| \| \| |
|                   | Sphenacodontidae                                                                                         |
|                   | |
|                   | Therapsida (mamífers i els seus ancestres directes)                                                      |
|                   | |

|  | Sphenacodontidae                                    |
|  |                                                     |
|  | Therapsida (mamífers i els seus ancestres directes) |
|  |                                                     |

|                   | Cutleria                                                                                                 |
|                   | |
| Sphenacodontoidea | \| \| Sphenacodontidae \| \| \| \| \| \| Therapsida (mamífers i els seus ancestres directes) \| \| \| \| |
|                   | \| \| Sphenacodontidae \| \| \| \| \| \| Therapsida (mamífers i els seus ancestres directes) \| \| \| \| |
|                   | Sphenacodontidae                                                                                         |
|                   | |
|                   | Therapsida (mamífers i els seus ancestres directes)                                                      |
|                   | |

|  | Sphenacodontidae                                    |
|  |                                                     |
|  | Therapsida (mamífers i els seus ancestres directes) |
|  |                                                     |

|                   | Cutleria                                                                                                 |
|                   | |
| Sphenacodontoidea | \| \| Sphenacodontidae \| \| \| \| \| \| Therapsida (mamífers i els seus ancestres directes) \| \| \| \| |
|                   | \| \| Sphenacodontidae \| \| \| \| \| \| Therapsida (mamífers i els seus ancestres directes) \| \| \| \| |
|                   | Sphenacodontidae                                                                                         |
|                   | |
|                   | Therapsida (mamífers i els seus ancestres directes)                                                      |
|                   | |

|  | Sphenacodontidae                                    |
|  |                                                     |
|  | Therapsida (mamífers i els seus ancestres directes) |
|  |                                                     |

|                   | Cutleria                                                                                                 |
|                   | |
| Sphenacodontoidea | \| \| Sphenacodontidae \| \| \| \| \| \| Therapsida (mamífers i els seus ancestres directes) \| \| \| \| |
|                   | \| \| Sphenacodontidae \| \| \| \| \| \| Therapsida (mamífers i els seus ancestres directes) \| \| \| \| |
|                   | Sphenacodontidae                                                                                         |
|                   | |
|                   | Therapsida (mamífers i els seus ancestres directes)                                                      |
|                   | |

|  | Sphenacodontidae                                    |
|  |                                                     |
|  | Therapsida (mamífers i els seus ancestres directes) |
|  |                                                     |

|                   | Cutleria                                                                                                 |
|                   | |
| Sphenacodontoidea | \| \| Sphenacodontidae \| \| \| \| \| \| Therapsida (mamífers i els seus ancestres directes) \| \| \| \| |
|                   | \| \| Sphenacodontidae \| \| \| \| \| \| Therapsida (mamífers i els seus ancestres directes) \| \| \| \| |
|                   | Sphenacodontidae                                                                                         |
|                   | |
|                   | Therapsida (mamífers i els seus ancestres directes)                                                      |
|                   | |

|  | Sphenacodontidae                                    |
|  |                                                     |
|  | Therapsida (mamífers i els seus ancestres directes) |
|  |                                                     |

|                   | Cutleria                                                                                                 |
|                   | |
| Sphenacodontoidea | \| \| Sphenacodontidae \| \| \| \| \| \| Therapsida (mamífers i els seus ancestres directes) \| \| \| \| |
|                   | \| \| Sphenacodontidae \| \| \| \| \| \| Therapsida (mamífers i els seus ancestres directes) \| \| \| \| |
|                   | Sphenacodontidae                                                                                         |
|                   | |
|                   | Therapsida (mamífers i els seus ancestres directes)                                                      |
|                   | |

|  | Sphenacodontidae                                    |
|  |                                                     |
|  | Therapsida (mamífers i els seus ancestres directes) |
|  |                                                     |

|                   | Cutleria                                                                                                 |
|                   | |
| Sphenacodontoidea | \| \| Sphenacodontidae \| \| \| \| \| \| Therapsida (mamífers i els seus ancestres directes) \| \| \| \| |
|                   | \| \| Sphenacodontidae \| \| \| \| \| \| Therapsida (mamífers i els seus ancestres directes) \| \| \| \| |
|                   | Sphenacodontidae                                                                                         |
|                   | |
|                   | Therapsida (mamífers i els seus ancestres directes)                                                      |
|                   | |

|  | Sphenacodontidae                                    |
|  |                                                     |
|  | Therapsida (mamífers i els seus ancestres directes) |
|  |                                                     |

|                   | Cutleria                                                                                                 |
|                   | |
| Sphenacodontoidea | \| \| Sphenacodontidae \| \| \| \| \| \| Therapsida (mamífers i els seus ancestres directes) \| \| \| \| |
|                   | \| \| Sphenacodontidae \| \| \| \| \| \| Therapsida (mamífers i els seus ancestres directes) \| \| \| \| |
|                   | Sphenacodontidae                                                                                         |
|                   | |
|                   | Therapsida (mamífers i els seus ancestres directes)                                                      |
|                   | |

|  | Sphenacodontidae                                    |
|  |                                                     |
|  | Therapsida (mamífers i els seus ancestres directes) |
|  |                                                     |

|                   | Cutleria                                                                                                 |
|                   | |
| Sphenacodontoidea | \| \| Sphenacodontidae \| \| \| \| \| \| Therapsida (mamífers i els seus ancestres directes) \| \| \| \| |
|                   | \| \| Sphenacodontidae \| \| \| \| \| \| Therapsida (mamífers i els seus ancestres directes) \| \| \| \| |
|                   | Sphenacodontidae                                                                                         |
|                   | |
|                   | Therapsida (mamífers i els seus ancestres directes)                                                      |
|                   | |

|  | Sphenacodontidae                                    |
|  |                                                     |
|  | Therapsida (mamífers i els seus ancestres directes) |
|  |                                                     |

|                   | Cutleria                                                                                                 |
|                   | |
| Sphenacodontoidea | \| \| Sphenacodontidae \| \| \| \| \| \| Therapsida (mamífers i els seus ancestres directes) \| \| \| \| |
|                   | \| \| Sphenacodontidae \| \| \| \| \| \| Therapsida (mamífers i els seus ancestres directes) \| \| \| \| |
|                   | Sphenacodontidae                                                                                         |
|                   | |
|                   | Therapsida (mamífers i els seus ancestres directes)                                                      |
|                   | |

|  | Sphenacodontidae                                    |
|  |                                                     |
|  | Therapsida (mamífers i els seus ancestres directes) |
|  |                                                     |

|                   | Cutleria                                                                                                 |
|                   | |
| Sphenacodontoidea | \| \| Sphenacodontidae \| \| \| \| \| \| Therapsida (mamífers i els seus ancestres directes) \| \| \| \| |
|                   | \| \| Sphenacodontidae \| \| \| \| \| \| Therapsida (mamífers i els seus ancestres directes) \| \| \| \| |
|                   | Sphenacodontidae                                                                                         |
|                   | |
|                   | Therapsida (mamífers i els seus ancestres directes)                                                      |
|                   | |

|  | Sphenacodontidae                                    |
|  |                                                     |
|  | Therapsida (mamífers i els seus ancestres directes) |
|  |                                                     |

|                   | Cutleria                                                                                                 |
|                   | |
| Sphenacodontoidea | \| \| Sphenacodontidae \| \| \| \| \| \| Therapsida (mamífers i els seus ancestres directes) \| \| \| \| |
|                   | \| \| Sphenacodontidae \| \| \| \| \| \| Therapsida (mamífers i els seus ancestres directes) \| \| \| \| |
|                   | Sphenacodontidae                                                                                         |
|                   | |
|                   | Therapsida (mamífers i els seus ancestres directes)                                                      |
|                   | |

|  | Sphenacodontidae                                    |
|  |                                                     |
|  | Therapsida (mamífers i els seus ancestres directes) |
|  |                                                     |

|                   | Cutleria                                                                                                 |
|                   | |
| Sphenacodontoidea | \| \| Sphenacodontidae \| \| \| \| \| \| Therapsida (mamífers i els seus ancestres directes) \| \| \| \| |
|                   | \| \| Sphenacodontidae \| \| \| \| \| \| Therapsida (mamífers i els seus ancestres directes) \| \| \| \| |
|                   | Sphenacodontidae                                                                                         |
|                   | |
|                   | Therapsida (mamífers i els seus ancestres directes)                                                      |
|                   | |

|  | Sphenacodontidae                                    |
|  |                                                     |
|  | Therapsida (mamífers i els seus ancestres directes) |
|  |                                                     |

|                   | Cutleria                                                                                                 |
|                   | |
| Sphenacodontoidea | \| \| Sphenacodontidae \| \| \| \| \| \| Therapsida (mamífers i els seus ancestres directes) \| \| \| \| |
|                   | \| \| Sphenacodontidae \| \| \| \| \| \| Therapsida (mamífers i els seus ancestres directes) \| \| \| \| |
|                   | Sphenacodontidae                                                                                         |
|                   | |
|                   | Therapsida (mamífers i els seus ancestres directes)                                                      |
|                   | |

|  | Sphenacodontidae                                    |
|  |                                                     |
|  | Therapsida (mamífers i els seus ancestres directes) |
|  |                                                     |

|                   | Cutleria                                                                                                 |
|                   | |
| Sphenacodontoidea | \| \| Sphenacodontidae \| \| \| \| \| \| Therapsida (mamífers i els seus ancestres directes) \| \| \| \| |
|                   | \| \| Sphenacodontidae \| \| \| \| \| \| Therapsida (mamífers i els seus ancestres directes) \| \| \| \| |
|                   | Sphenacodontidae                                                                                         |
|                   | |
|                   | Therapsida (mamífers i els seus ancestres directes)                                                      |
|                   | |

|  | Sphenacodontidae                                    |
|  |                                                     |
|  | Therapsida (mamífers i els seus ancestres directes) |
|  |                                                     |

|                   | Cutleria                                                                                                 |
|                   | |
| Sphenacodontoidea | \| \| Sphenacodontidae \| \| \| \| \| \| Therapsida (mamífers i els seus ancestres directes) \| \| \| \| |
|                   | \| \| Sphenacodontidae \| \| \| \| \| \| Therapsida (mamífers i els seus ancestres directes) \| \| \| \| |
|                   | Sphenacodontidae                                                                                         |
|                   | |
|                   | Therapsida (mamífers i els seus ancestres directes)                                                      |
|                   | |

|  | Sphenacodontidae                                    |
|  |                                                     |
|  | Therapsida (mamífers i els seus ancestres directes) |
|  |                                                     |

|                   | Cutleria                                                                                                 |
|                   | |
| Sphenacodontoidea | \| \| Sphenacodontidae \| \| \| \| \| \| Therapsida (mamífers i els seus ancestres directes) \| \| \| \| |
|                   | \| \| Sphenacodontidae \| \| \| \| \| \| Therapsida (mamífers i els seus ancestres directes) \| \| \| \| |
|                   | Sphenacodontidae                                                                                         |
|                   | |
|                   | Therapsida (mamífers i els seus ancestres directes)                                                      |
|                   | |

|  | Sphenacodontidae                                    |
|  |                                                     |
|  | Therapsida (mamífers i els seus ancestres directes) |
|  |                                                     |

|                   | Cutleria                                                                                                 |
|                   | |
| Sphenacodontoidea | \| \| Sphenacodontidae \| \| \| \| \| \| Therapsida (mamífers i els seus ancestres directes) \| \| \| \| |
|                   | \| \| Sphenacodontidae \| \| \| \| \| \| Therapsida (mamífers i els seus ancestres directes) \| \| \| \| |
|                   | Sphenacodontidae                                                                                         |
|                   | |
|                   | Therapsida (mamífers i els seus ancestres directes)                                                      |
|                   | |

|  | Sphenacodontidae                                    |
|  |                                                     |
|  | Therapsida (mamífers i els seus ancestres directes) |
|  |                                                     |

|                   | Cutleria                                                                                                 |
|                   | |
| Sphenacodontoidea | \| \| Sphenacodontidae \| \| \| \| \| \| Therapsida (mamífers i els seus ancestres directes) \| \| \| \| |
|                   | \| \| Sphenacodontidae \| \| \| \| \| \| Therapsida (mamífers i els seus ancestres directes) \| \| \| \| |
|                   | Sphenacodontidae                                                                                         |
|                   | |
|                   | Therapsida (mamífers i els seus ancestres directes)                                                      |
|                   | |

|  | Sphenacodontidae                                    |
|  |                                                     |
|  | Therapsida (mamífers i els seus ancestres directes) |
|  |                                                     |

|                   | Cutleria                                                                                                 |
|                   | |
| Sphenacodontoidea | \| \| Sphenacodontidae \| \| \| \| \| \| Therapsida (mamífers i els seus ancestres directes) \| \| \| \| |
|                   | \| \| Sphenacodontidae \| \| \| \| \| \| Therapsida (mamífers i els seus ancestres directes) \| \| \| \| |
|                   | Sphenacodontidae                                                                                         |
|                   | |
|                   | Therapsida (mamífers i els seus ancestres directes)                                                      |
|                   | |

|  | Sphenacodontidae                                    |
|  |                                                     |
|  | Therapsida (mamífers i els seus ancestres directes) |
|  |                                                     |

|                   | Cutleria                                                                                                 |
|                   | |
| Sphenacodontoidea | \| \| Sphenacodontidae \| \| \| \| \| \| Therapsida (mamífers i els seus ancestres directes) \| \| \| \| |
|                   | \| \| Sphenacodontidae \| \| \| \| \| \| Therapsida (mamífers i els seus ancestres directes) \| \| \| \| |
|                   | Sphenacodontidae                                                                                         |
|                   | |
|                   | Therapsida (mamífers i els seus ancestres directes)                                                      |
|                   | |

|  | Sphenacodontidae                                    |
|  |                                                     |
|  | Therapsida (mamífers i els seus ancestres directes) |
|  |                                                     |

|                   | Cutleria                                                                                                 |
|                   | |
| Sphenacodontoidea | \| \| Sphenacodontidae \| \| \| \| \| \| Therapsida (mamífers i els seus ancestres directes) \| \| \| \| |
|                   | \| \| Sphenacodontidae \| \| \| \| \| \| Therapsida (mamífers i els seus ancestres directes) \| \| \| \| |
|                   | Sphenacodontidae                                                                                         |
|                   | |
|                   | Therapsida (mamífers i els seus ancestres directes)                                                      |
|                   | |

|  | Sphenacodontidae                                    |
|  |                                                     |
|  | Therapsida (mamífers i els seus ancestres directes) |
|  |                                                     |

|                   | Cutleria                                                                                                 |
|                   | |
| Sphenacodontoidea | \| \| Sphenacodontidae \| \| \| \| \| \| Therapsida (mamífers i els seus ancestres directes) \| \| \| \| |
|                   | \| \| Sphenacodontidae \| \| \| \| \| \| Therapsida (mamífers i els seus ancestres directes) \| \| \| \| |
|                   | Sphenacodontidae                                                                                         |
|                   | |
|                   | Therapsida (mamífers i els seus ancestres directes)                                                      |
|                   | |

|  | Sphenacodontidae                                    |
|  |                                                     |
|  | Therapsida (mamífers i els seus ancestres directes) |
|  |                                                     |

|                   | Cutleria                                                                                                 |
|                   | |
| Sphenacodontoidea | \| \| Sphenacodontidae \| \| \| \| \| \| Therapsida (mamífers i els seus ancestres directes) \| \| \| \| |
|                   | \| \| Sphenacodontidae \| \| \| \| \| \| Therapsida (mamífers i els seus ancestres directes) \| \| \| \| |
|                   | Sphenacodontidae                                                                                         |
|                   | |
|                   | Therapsida (mamífers i els seus ancestres directes)                                                      |
|                   | |

|  | Sphenacodontidae                                    |
|  |                                                     |
|  | Therapsida (mamífers i els seus ancestres directes) |
|  |                                                     |

|                   | Cutleria                                                                                                 |
|                   | |
| Sphenacodontoidea | \| \| Sphenacodontidae \| \| \| \| \| \| Therapsida (mamífers i els seus ancestres directes) \| \| \| \| |
|                   | \| \| Sphenacodontidae \| \| \| \| \| \| Therapsida (mamífers i els seus ancestres directes) \| \| \| \| |
|                   | Sphenacodontidae                                                                                         |
|                   | |
|                   | Therapsida (mamífers i els seus ancestres directes)                                                      |
|                   | |

|  | Sphenacodontidae                                    |
|  |                                                     |
|  | Therapsida (mamífers i els seus ancestres directes) |
|  |                                                     |

|                   | Cutleria                                                                                                 |
|                   | |
| Sphenacodontoidea | \| \| Sphenacodontidae \| \| \| \| \| \| Therapsida (mamífers i els seus ancestres directes) \| \| \| \| |
|                   | \| \| Sphenacodontidae \| \| \| \| \| \| Therapsida (mamífers i els seus ancestres directes) \| \| \| \| |
|                   | Sphenacodontidae                                                                                         |
|                   | |
|                   | Therapsida (mamífers i els seus ancestres directes)                                                      |
|                   | |

|  | Sphenacodontidae                                    |
|  |                                                     |
|  | Therapsida (mamífers i els seus ancestres directes) |
|  |                                                     |

|                   | Cutleria                                                                                                 |
|                   | |
| Sphenacodontoidea | \| \| Sphenacodontidae \| \| \| \| \| \| Therapsida (mamífers i els seus ancestres directes) \| \| \| \| |
|                   | \| \| Sphenacodontidae \| \| \| \| \| \| Therapsida (mamífers i els seus ancestres directes) \| \| \| \| |
|                   | Sphenacodontidae                                                                                         |
|                   | |
|                   | Therapsida (mamífers i els seus ancestres directes)                                                      |
|                   | |

|  | Sphenacodontidae                                    |
|  |                                                     |
|  | Therapsida (mamífers i els seus ancestres directes) |
|  |                                                     |

|                   | Cutleria                                                                                                 |
|                   | |
| Sphenacodontoidea | \| \| Sphenacodontidae \| \| \| \| \| \| Therapsida (mamífers i els seus ancestres directes) \| \| \| \| |
|                   | \| \| Sphenacodontidae \| \| \| \| \| \| Therapsida (mamífers i els seus ancestres directes) \| \| \| \| |
|                   | Sphenacodontidae                                                                                         |
|                   | |
|                   | Therapsida (mamífers i els seus ancestres directes)                                                      |
|                   | |

|  | Sphenacodontidae                                    |
|  |                                                     |
|  | Therapsida (mamífers i els seus ancestres directes) |
|  |                                                     |

|                   | Cutleria                                                                                                 |
|                   | |
| Sphenacodontoidea | \| \| Sphenacodontidae \| \| \| \| \| \| Therapsida (mamífers i els seus ancestres directes) \| \| \| \| |
|                   | \| \| Sphenacodontidae \| \| \| \| \| \| Therapsida (mamífers i els seus ancestres directes) \| \| \| \| |
|                   | Sphenacodontidae                                                                                         |
|                   | |
|                   | Therapsida (mamífers i els seus ancestres directes)                                                      |
|                   | |

|  | Sphenacodontidae                                    |
|  |                                                     |
|  | Therapsida (mamífers i els seus ancestres directes) |
|  |                                                     |

|                   | Cutleria                                                                                                 |
|                   | |
| Sphenacodontoidea | \| \| Sphenacodontidae \| \| \| \| \| \| Therapsida (mamífers i els seus ancestres directes) \| \| \| \| |
|                   | \| \| Sphenacodontidae \| \| \| \| \| \| Therapsida (mamífers i els seus ancestres directes) \| \| \| \| |
|                   | Sphenacodontidae                                                                                         |
|                   | |
|                   | Therapsida (mamífers i els seus ancestres directes)                                                      |
|                   | |

|  | Sphenacodontidae                                    |
|  |                                                     |
|  | Therapsida (mamífers i els seus ancestres directes) |
|  |                                                     |

|                   | Cutleria                                                                                                 |
|                   | |
| Sphenacodontoidea | \| \| Sphenacodontidae \| \| \| \| \| \| Therapsida (mamífers i els seus ancestres directes) \| \| \| \| |
|                   | \| \| Sphenacodontidae \| \| \| \| \| \| Therapsida (mamífers i els seus ancestres directes) \| \| \| \| |
|                   | Sphenacodontidae                                                                                         |
|                   | |
|                   | Therapsida (mamífers i els seus ancestres directes)                                                      |
|                   | |

|  | Sphenacodontidae                                    |
|  |                                                     |
|  | Therapsida (mamífers i els seus ancestres directes) |
|  |                                                     |

|                   | Cutleria                                                                                                 |
|                   | |
| Sphenacodontoidea | \| \| Sphenacodontidae \| \| \| \| \| \| Therapsida (mamífers i els seus ancestres directes) \| \| \| \| |
|                   | \| \| Sphenacodontidae \| \| \| \| \| \| Therapsida (mamífers i els seus ancestres directes) \| \| \| \| |
|                   | Sphenacodontidae                                                                                         |
|                   | |
|                   | Therapsida (mamífers i els seus ancestres directes)                                                      |
|                   | |

|  | Sphenacodontidae                                    |
|  |                                                     |
|  | Therapsida (mamífers i els seus ancestres directes) |
|  |                                                     |

|                   | Cutleria                                                                                                 |
|                   | |
| Sphenacodontoidea | \| \| Sphenacodontidae \| \| \| \| \| \| Therapsida (mamífers i els seus ancestres directes) \| \| \| \| |
|                   | \| \| Sphenacodontidae \| \| \| \| \| \| Therapsida (mamífers i els seus ancestres directes) \| \| \| \| |
|                   | Sphenacodontidae                                                                                         |
|                   | |
|                   | Therapsida (mamífers i els seus ancestres directes)                                                      |
|                   | |

|  | Sphenacodontidae                                    |
|  |                                                     |
|  | Therapsida (mamífers i els seus ancestres directes) |
|  |                                                     |

|                   | Cutleria                                                                                                 |
|                   | |
| Sphenacodontoidea | \| \| Sphenacodontidae \| \| \| \| \| \| Therapsida (mamífers i els seus ancestres directes) \| \| \| \| |
|                   | \| \| Sphenacodontidae \| \| \| \| \| \| Therapsida (mamífers i els seus ancestres directes) \| \| \| \| |
|                   | Sphenacodontidae                                                                                         |
|                   | |
|                   | Therapsida (mamífers i els seus ancestres directes)                                                      |
|                   | |

|  | Sphenacodontidae                                    |
|  |                                                     |
|  | Therapsida (mamífers i els seus ancestres directes) |
|  |                                                     |

|                   | Cutleria                                                                                                 |
|                   | |
| Sphenacodontoidea | \| \| Sphenacodontidae \| \| \| \| \| \| Therapsida (mamífers i els seus ancestres directes) \| \| \| \| |
|                   | \| \| Sphenacodontidae \| \| \| \| \| \| Therapsida (mamífers i els seus ancestres directes) \| \| \| \| |
|                   | Sphenacodontidae                                                                                         |
|                   | |
|                   | Therapsida (mamífers i els seus ancestres directes)                                                      |
|                   | |

|  | Sphenacodontidae                                    |
|  |                                                     |
|  | Therapsida (mamífers i els seus ancestres directes) |
|  |                                                     |

|                   | Cutleria                                                                                                 |
|                   | |
| Sphenacodontoidea | \| \| Sphenacodontidae \| \| \| \| \| \| Therapsida (mamífers i els seus ancestres directes) \| \| \| \| |
|                   | \| \| Sphenacodontidae \| \| \| \| \| \| Therapsida (mamífers i els seus ancestres directes) \| \| \| \| |
|                   | Sphenacodontidae                                                                                         |
|                   | |
|                   | Therapsida (mamífers i els seus ancestres directes)                                                      |
|                   | |

|  | Sphenacodontidae                                    |
|  |                                                     |
|  | Therapsida (mamífers i els seus ancestres directes) |
|  |                                                     |

|                   | Cutleria                                                                                                 |
|                   | |
| Sphenacodontoidea | \| \| Sphenacodontidae \| \| \| \| \| \| Therapsida (mamífers i els seus ancestres directes) \| \| \| \| |
|                   | \| \| Sphenacodontidae \| \| \| \| \| \| Therapsida (mamífers i els seus ancestres directes) \| \| \| \| |
|                   | Sphenacodontidae                                                                                         |
|                   | |
|                   | Therapsida (mamífers i els seus ancestres directes)                                                      |
|                   | |

|  | Sphenacodontidae                                    |
|  |                                                     |
|  | Therapsida (mamífers i els seus ancestres directes) |
|  |                                                     |

|                   | Cutleria                                                                                                 |
|                   | |
| Sphenacodontoidea | \| \| Sphenacodontidae \| \| \| \| \| \| Therapsida (mamífers i els seus ancestres directes) \| \| \| \| |
|                   | \| \| Sphenacodontidae \| \| \| \| \| \| Therapsida (mamífers i els seus ancestres directes) \| \| \| \| |
|                   | Sphenacodontidae                                                                                         |
|                   | |
|                   | Therapsida (mamífers i els seus ancestres directes)                                                      |
|                   | |

|  | Sphenacodontidae                                    |
|  |                                                     |
|  | Therapsida (mamífers i els seus ancestres directes) |
|  |                                                     |

|                   | Cutleria                                                                                                 |
|                   | |
| Sphenacodontoidea | \| \| Sphenacodontidae \| \| \| \| \| \| Therapsida (mamífers i els seus ancestres directes) \| \| \| \| |
|                   | \| \| Sphenacodontidae \| \| \| \| \| \| Therapsida (mamífers i els seus ancestres directes) \| \| \| \| |
|                   | Sphenacodontidae                                                                                         |
|                   | |
|                   | Therapsida (mamífers i els seus ancestres directes)                                                      |
|                   | |

|  | Sphenacodontidae                                    |
|  |                                                     |
|  | Therapsida (mamífers i els seus ancestres directes) |
|  |                                                     |

|                   | Cutleria                                                                                                 |
|                   | |
| Sphenacodontoidea | \| \| Sphenacodontidae \| \| \| \| \| \| Therapsida (mamífers i els seus ancestres directes) \| \| \| \| |
|                   | \| \| Sphenacodontidae \| \| \| \| \| \| Therapsida (mamífers i els seus ancestres directes) \| \| \| \| |
|                   | Sphenacodontidae                                                                                         |
|                   | |
|                   | Therapsida (mamífers i els seus ancestres directes)                                                      |
|                   | |

|  | Sphenacodontidae                                    |
|  |                                                     |
|  | Therapsida (mamífers i els seus ancestres directes) |
|  |                                                     |

|                   | Cutleria                                                                                                 |
|                   | |
| Sphenacodontoidea | \| \| Sphenacodontidae \| \| \| \| \| \| Therapsida (mamífers i els seus ancestres directes) \| \| \| \| |
|                   | \| \| Sphenacodontidae \| \| \| \| \| \| Therapsida (mamífers i els seus ancestres directes) \| \| \| \| |
|                   | Sphenacodontidae                                                                                         |
|                   | |
|                   | Therapsida (mamífers i els seus ancestres directes)                                                      |
|                   | |

|  | Sphenacodontidae                                    |
|  |                                                     |
|  | Therapsida (mamífers i els seus ancestres directes) |
|  |                                                     |

|                   | Cutleria                                                                                                 |
|                   | |
| Sphenacodontoidea | \| \| Sphenacodontidae \| \| \| \| \| \| Therapsida (mamífers i els seus ancestres directes) \| \| \| \| |
|                   | \| \| Sphenacodontidae \| \| \| \| \| \| Therapsida (mamífers i els seus ancestres directes) \| \| \| \| |
|                   | Sphenacodontidae                                                                                         |
|                   | |
|                   | Therapsida (mamífers i els seus ancestres directes)                                                      |
|                   | |

|  | Sphenacodontidae                                    |
|  |                                                     |
|  | Therapsida (mamífers i els seus ancestres directes) |
|  |                                                     |

|                   | Cutleria                                                                                                 |
|                   | |
| Sphenacodontoidea | \| \| Sphenacodontidae \| \| \| \| \| \| Therapsida (mamífers i els seus ancestres directes) \| \| \| \| |
|                   | \| \| Sphenacodontidae \| \| \| \| \| \| Therapsida (mamífers i els seus ancestres directes) \| \| \| \| |
|                   | Sphenacodontidae                                                                                         |
|                   | |
|                   | Therapsida (mamífers i els seus ancestres directes)                                                      |
|                   | |

|  | Sphenacodontidae                                    |
|  |                                                     |
|  | Therapsida (mamífers i els seus ancestres directes) |
|  |                                                     |

|                   | Cutleria                                                                                                 |
|                   | |
| Sphenacodontoidea | \| \| Sphenacodontidae \| \| \| \| \| \| Therapsida (mamífers i els seus ancestres directes) \| \| \| \| |
|                   | \| \| Sphenacodontidae \| \| \| \| \| \| Therapsida (mamífers i els seus ancestres directes) \| \| \| \| |
|                   | Sphenacodontidae                                                                                         |
|                   | |
|                   | Therapsida (mamífers i els seus ancestres directes)                                                      |
|                   | |

|  | Sphenacodontidae                                    |
|  |                                                     |
|  | Therapsida (mamífers i els seus ancestres directes) |
|  |                                                     |

|                   | Cutleria                                                                                                 |
|                   | |
| Sphenacodontoidea | \| \| Sphenacodontidae \| \| \| \| \| \| Therapsida (mamífers i els seus ancestres directes) \| \| \| \| |
|                   | \| \| Sphenacodontidae \| \| \| \| \| \| Therapsida (mamífers i els seus ancestres directes) \| \| \| \| |
|                   | Sphenacodontidae                                                                                         |
|                   | |
|                   | Therapsida (mamífers i els seus ancestres directes)                                                      |
|                   | |

|  | Sphenacodontidae                                    |
|  |                                                     |
|  | Therapsida (mamífers i els seus ancestres directes) |
|  |                                                     |

|                   | Cutleria                                                                                                 |
|                   | |
| Sphenacodontoidea | \| \| Sphenacodontidae \| \| \| \| \| \| Therapsida (mamífers i els seus ancestres directes) \| \| \| \| |
|                   | \| \| Sphenacodontidae \| \| \| \| \| \| Therapsida (mamífers i els seus ancestres directes) \| \| \| \| |
|                   | Sphenacodontidae                                                                                         |
|                   | |
|                   | Therapsida (mamífers i els seus ancestres directes)                                                      |
|                   | |

|  | Sphenacodontidae                                    |
|  |                                                     |
|  | Therapsida (mamífers i els seus ancestres directes) |
|  |                                                     |

|                   | Cutleria                                                                                                 |
|                   | |
| Sphenacodontoidea | \| \| Sphenacodontidae \| \| \| \| \| \| Therapsida (mamífers i els seus ancestres directes) \| \| \| \| |
|                   | \| \| Sphenacodontidae \| \| \| \| \| \| Therapsida (mamífers i els seus ancestres directes) \| \| \| \| |
|                   | Sphenacodontidae                                                                                         |
|                   | |
|                   | Therapsida (mamífers i els seus ancestres directes)                                                      |
|                   | |

|  | Sphenacodontidae                                    |
|  |                                                     |
|  | Therapsida (mamífers i els seus ancestres directes) |
|  |                                                     |

|                   | Cutleria                                                                                                 |
|                   | |
| Sphenacodontoidea | \| \| Sphenacodontidae \| \| \| \| \| \| Therapsida (mamífers i els seus ancestres directes) \| \| \| \| |
|                   | \| \| Sphenacodontidae \| \| \| \| \| \| Therapsida (mamífers i els seus ancestres directes) \| \| \| \| |
|                   | Sphenacodontidae                                                                                         |
|                   | |
|                   | Therapsida (mamífers i els seus ancestres directes)                                                      |
|                   | |

|  | Sphenacodontidae                                    |
|  |                                                     |
|  | Therapsida (mamífers i els seus ancestres directes) |
|  |                                                     |

|                   | Cutleria                                                                                                 |
|                   | |
| Sphenacodontoidea | \| \| Sphenacodontidae \| \| \| \| \| \| Therapsida (mamífers i els seus ancestres directes) \| \| \| \| |
|                   | \| \| Sphenacodontidae \| \| \| \| \| \| Therapsida (mamífers i els seus ancestres directes) \| \| \| \| |
|                   | Sphenacodontidae                                                                                         |
|                   | |
|                   | Therapsida (mamífers i els seus ancestres directes)                                                      |
|                   | |

|  | Sphenacodontidae                                    |
|  |                                                     |
|  | Therapsida (mamífers i els seus ancestres directes) |
|  |                                                     |

|                   | Cutleria                                                                                                 |
|                   | |
| Sphenacodontoidea | \| \| Sphenacodontidae \| \| \| \| \| \| Therapsida (mamífers i els seus ancestres directes) \| \| \| \| |
|                   | \| \| Sphenacodontidae \| \| \| \| \| \| Therapsida (mamífers i els seus ancestres directes) \| \| \| \| |
|                   | Sphenacodontidae                                                                                         |
|                   | |
|                   | Therapsida (mamífers i els seus ancestres directes)                                                      |
|                   | |

|  | Sphenacodontidae                                    |
|  |                                                     |
|  | Therapsida (mamífers i els seus ancestres directes) |
|  |                                                     |

|                   | Cutleria                                                                                                 |
|                   | |
| Sphenacodontoidea | \| \| Sphenacodontidae \| \| \| \| \| \| Therapsida (mamífers i els seus ancestres directes) \| \| \| \| |
|                   | \| \| Sphenacodontidae \| \| \| \| \| \| Therapsida (mamífers i els seus ancestres directes) \| \| \| \| |
|                   | Sphenacodontidae                                                                                         |
|                   | |
|                   | Therapsida (mamífers i els seus ancestres directes)                                                      |
|                   | |

|  | Sphenacodontidae                                    |
|  |                                                     |
|  | Therapsida (mamífers i els seus ancestres directes) |
|  |                                                     |

|                   | Cutleria                                                                                                 |
|                   | |
| Sphenacodontoidea | \| \| Sphenacodontidae \| \| \| \| \| \| Therapsida (mamífers i els seus ancestres directes) \| \| \| \| |
|                   | \| \| Sphenacodontidae \| \| \| \| \| \| Therapsida (mamífers i els seus ancestres directes) \| \| \| \| |
|                   | Sphenacodontidae                                                                                         |
|                   | |
|                   | Therapsida (mamífers i els seus ancestres directes)                                                      |
|                   | |

|  | Sphenacodontidae                                    |
|  |                                                     |
|  | Therapsida (mamífers i els seus ancestres directes) |
|  |                                                     |

|                   | Cutleria                                                                                                 |
|                   | |
| Sphenacodontoidea | \| \| Sphenacodontidae \| \| \| \| \| \| Therapsida (mamífers i els seus ancestres directes) \| \| \| \| |
|                   | \| \| Sphenacodontidae \| \| \| \| \| \| Therapsida (mamífers i els seus ancestres directes) \| \| \| \| |
|                   | Sphenacodontidae                                                                                         |
|                   | |
|                   | Therapsida (mamífers i els seus ancestres directes)                                                      |
|                   | |

|  | Sphenacodontidae                                    |
|  |                                                     |
|  | Therapsida (mamífers i els seus ancestres directes) |
|  |                                                     |

Com es pot observar, els pelicosaures (en verd) són un grup parafilètic que inclou tots els sinàpsids que no són teràpsids.

## Taxonomia

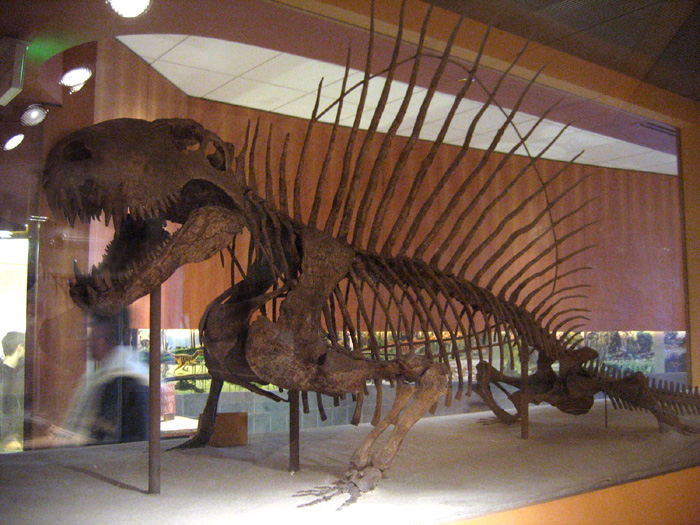
Esquelet de Dimetrodon grandis al Museu Nacional d'Història Natural

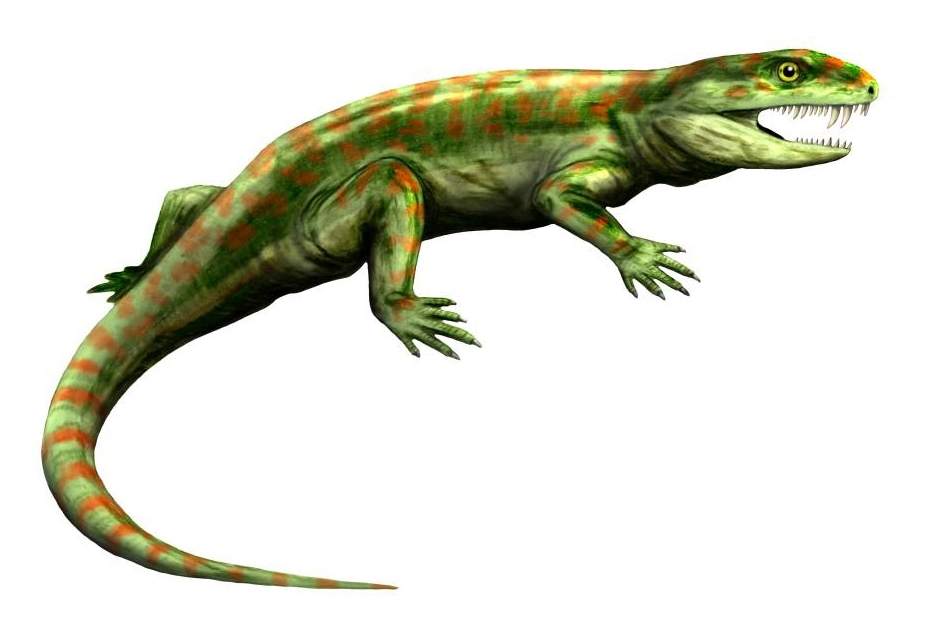
Eothyris

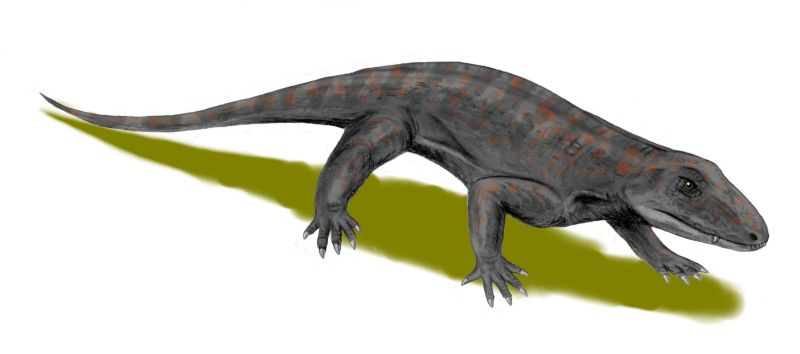
Varanops

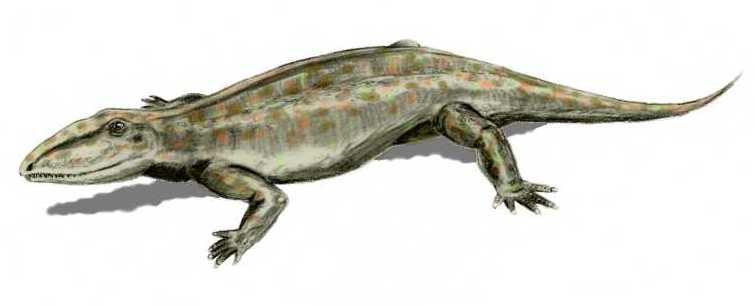
Ophiacodon

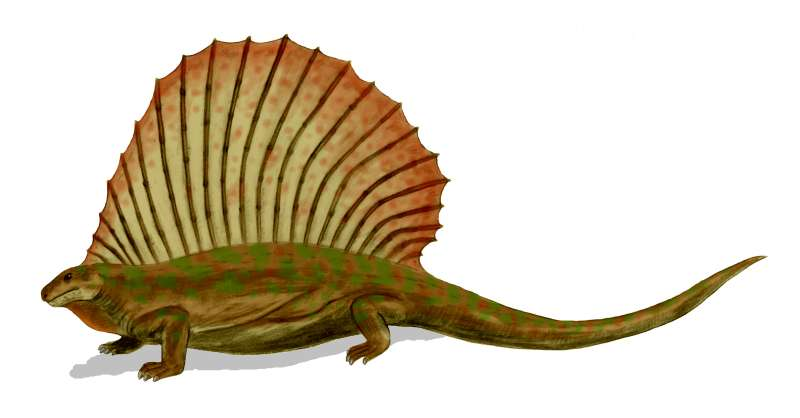
Edaphosaurus

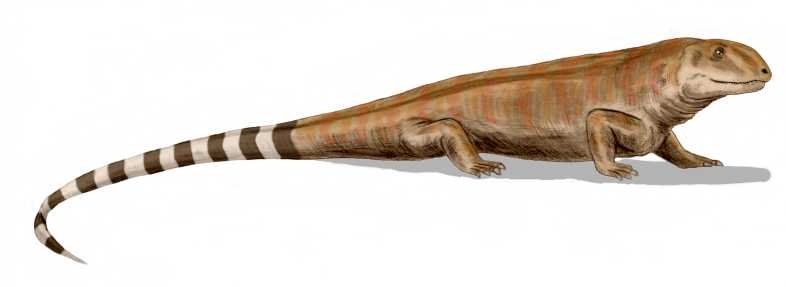
Haptodus

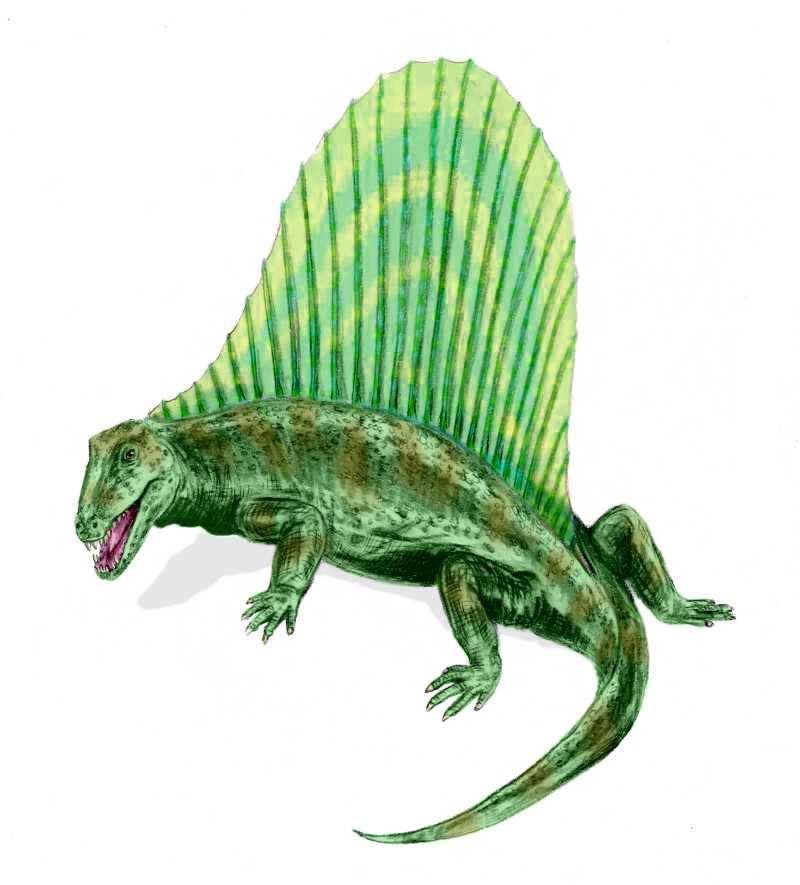
Dimetrodon

ORDRE PELYCOSAURIA †*
- Echinerpeton
- Subordre Caseasauria
  - Família Eothyrididae
    - Eothyris
    - Oedaleops

  - Família Caseidae
    - Angelosaurus
    - Casea
    - Caseopsis
    - Cotylorhynchus
    - Ennatosaurus
    - Knoxosaurus
    - Caseoides
- Subordre Eupelycosauria
  - Família Varanopseidae
    - Varanosaurus
    - Archaeovenator
    - Pyozia
    - Mycterosaurus
    - Mesenosaurus
    - Elliotsmithia
    - Ruthiromia
    - Aerosaurus
    - Varanodon
    - Varanops

  - Família Ophiacodontidae
    - Archaeothyris
    - Baldwinonus
    - Clepsydrops
    - Limnostygis
    - Ophiacodon
    - Stereophallodon
    - Stereorhachis

  - Família Edaphosauridae
    - Edaphosaurus
    - Ianthasaurus
    - Glaucosaurus

  - Família Lupeosauridae
    - Lupeosaurus

  - Sphenacodontia
    -  ?Watongia
    - Haptodus
    - Palaeohatteria
    - Pantelosaurus
    - Cutleria
    - Sphenacodontoidea
      - Família Sphenacodontidae
        - Ctenorhachis
        - Ctenospondylus
        - Dimetrodon
        - Neosaurus
        - Secodontosaurus
        - Sphenacodon